# Астрагал (архитектура)
Астрага́л (др.-греч. astragalos — позвоночная или пяточная кость, игральная кость, игра в кости) — в Древней Греции астрагалом называли игральную кость в виде кубика. Отсюда редкое употребление этого слова для обозначения тессер — кубиков смальты или мрамора для мозаики. В Додоне (северо-западная Греция) находилось святилище Зевса с его культовой статуей, в руке которой был бич с прикреплёнными к нему астрагалами (бабками). Колеблемые ветром, они ударялись о медную тарель. По этому звуку жрицы делали свои предсказания (Павсаний. Описание Эллады. I, VII,VIII).

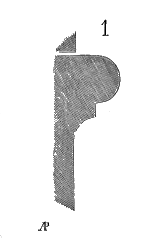
Профиль астрагала

В классической архитектуре астрагалом называется сложный (комбинированный) облом (профиль) в форме полуовала над прямоугольной полочкой, завершающей выкружку (вогнутую часть профиля). Это название иногда объясняют сходством архитектурного астрагала с пяточной костью человека. Выступающая часть астрагала — валик — может быть гладким или с орнаментом в виде цепочки чередующихся овальных и дискообразных элементов: «бус» (итал. perline) и «фузаролей» (итал. fusarole) — так называемые «астрагалы с фузаролями и бусами» (итал. astragalo a fusarole e perline). Другое название: жемчужник. Реже встречается украшение, состоящее из последовательности одинаковых шаровидных «бусинок» («астрагалы только с бусами») или мотив из маленьких перевёрнутых треугольных листиков (нем. Spitzenstab), либо «верёвочный мотив» (итал. motivo a corda), или попросту: «плетёнка».
В архитектурном ордере астрагал обычно размещают между фустом (стволом) колонны или пилястры и капителью. В этом случае астрагал рассматривают как составную часть ионического киматия (др.-греч. κυμά — волна)) — профиль двойного S-образного изгиба, украшенный иониками. В дорическом ордере аналогичную функцию выполняют «колечки» — аннули (лат. annuli), или аннелеты (фр. annelet  — «колечко»).
В искусстве Древнего Рима и архитектуре итальянского Возрождения, согласно трактату Л. Б. Альберти, астрагал на колонне именовали «ошейником» (лат. torques — ошейник, ожерелье). Астрагалы также размещают между фустом колонны и базой.